# محمد راسم
محمد راسم (۲۴ ژوئن ۱۸۹۷ – ۳۰ مارس ۱۹۷۵) هنرمند الجزایری بود که به همراه برادرش عمر، مکتب و سبک مینیاتور الجزایر را بنیان نهادند.

## زندگی‌نامه
راسم در سال ۱۸۹۶ در قصبه الجزائر در خانواده‌ای هنرمند و برجسته زاده شد که ثروت و رفاه پیش از دوران استعمار آنها با مصادره اموالشان به دست حکومت فرانسه از بین رفته بود در سال ۱۸۸۰ پدر راسم در قصبه الجزائر، کارگاه منبت‌کاری و مسگری‌اش را دوباره باز کرد، جایی که برادر راسم عمر، روی سنگهای قبر حکاکی می‌کرد. آنها توانستند برندهٔ سفارش ساخت بناهای عمومی و انجام تزئینات غرفه‌های نمایشگاه‌های مستعمره‌های فرانسه شوند.
راسم هنگامی که در دبستان بود و از سوی فرماندار، کپی برداری نقشهای تزئینی اسلامی برای کارگاه‌های دولتی به او سپرده شد، استعداد نقاشی خود را نشان داد. در حدود سال ۱۹۱۴ او با مینیاتورهای ایرانی، مغولی و اندلسی که هنرمندان برای اشراف مسلمان، نقاشی کرده بودند آشنا شد. او به شیوه‌ای از بیان شخصی و ترکیبی از مینیاتور دست یافت که در آن هم از عناصر سنتی و کلاسیک عربی و هم ار سبکهای گوناگون خوشنویسی بهره می‌گرفت و نمودهایی از هنر مدرن هم در آثارش دیده می‌شود. در دوران نوجوانی راسیم با اتین دینه نقاش فرانسوی دوست شد و اتین به او سفارش کرد که به نقاشی چهره بپردازد و به او کمک کرد تا از صفحه‌آرایی کتابها با خوشنویسی، دستمزد بگیرد. پشتیبانان اصلی راسم بازرگانان و مقامهای دولتی بودند که به بازآفرینی او از هنر کهن الجزایر ارج می‌نهادند.
محمد راسم و همسرش در تاریخ ۳۰ مارس ۱۹۷۵ در خانهٔ خود کشته شدند. او را به همراه همسرش در گورستان ثعالیبیه در قصبه الجزائر به خاک سپردند.